# Gliese 667 Cg
Gliese 667 Cg là một hành tinh ngoài Hệ Mặt Trời được phát hiện vào năm 2013, quay quanh ngôi sao Gliese 667 C, là một thành viên của hệ ba sao Gliese 667 nằm ở khoảng cách 22,7 năm ánh sáng (6,97 pc) từ Trái Đất, nằm chòm sao Thiên Yết.
Nó có khối lượng tối thiểu là 4,41 khối lượng Trái Đất và không thể lớn hơn gấp đôi. Nó có bán kính gấp 1,9 lần R🜨 và nó có lẽ là một hành tinh băng giá, mặc dù khả năng tồn tại của một đại dương dưới lòng đất vẫn chưa bị loại trừ. Hành tinh băng giá này có thể có nhiệt độ trung bình là -116 °C giả sử có bầu khí quyển giống như của Trái Đất. Nó nằm ngoài vùng sinh sống của ngôi sao và không thể chứa nước lỏng trên bề mặt, nó có chỉ số tương tự Trái Đất là 32,7%. Sự tồn tại của hành tinh vẫn chưa được xác nhận.